# Révai Dezső
Révai Dezső, 1919-ig Léderer (Budapest, 1903. augusztus 14. – Budapest, 1996. március 31.) magyar fotóriporter, akit a spanyol polgárháború során készített fotói tettek híressé. Révai József testvére volt.

## Élete
Zsidó vallású családból származott, apja Lederer Izsák, cservenkai születésű üveg- és porcelánkereskedő, anyja a bécsi származású Sidwers Laura végzett tanítónő volt. Legelső képeit 1919-ben, a Magyarországi Tanácsköztársaság alatt készítette, a kommunista diákmozgalom tagjaként. 1925-ben a Munkás Testedző Egyesület tagja, ekkoriban Rév Miklós fényképésszel dolgozott együtt. 1926-ban belépett a Kommunisták Magyarországi Pártjába, ahol a sport- és kulturális osztály titkári teendőit látta el, és Bass Tiborral, illetve Sugár Andorral a fotómontázs-csoportot is irányította. 1931. július 12-én Budapesten, az V. kerületben házasságot kötött Richtman Gizellával, Richtman Móric és Weinberger Fáni gyermekével. 1934-ben börtönbe került, a következő évben pedig Reismann Marian tanítványa lett. 1936-ban emigrált Franciaországba, felszereléseit elajándékozta. Még ugyanebben az évben Spanyolországba ment, ahol a végigfotózta a polgárháborút, és emellett részt vett a harcokban is. A nemzetközi brigádokban mint propagandaosztály-fotós tevékenykedett, illetve szerkesztő is volt. 1941-ben bekapcsolódott a francia ellenállók munkájába, 1944-ben a Petőfi-század önkéntese. A következő évben tért vissza Magyarországra, és a MAFIRT fotószekcióját irányította. Színes filmeket Homoki Nagy István Révai ajánlására kezdett készíteni.